# Cayabeus
Cayabeus is een geslacht van hooiwagens uit de familie Cranaidae.
De wetenschappelijke naam Cayabeus is voor het eerst geldig gepubliceerd door Roewer in 1932. 

## Soorten
Cayabeus is monotypisch en omvat slechts de volgende soort:
- Cayabeus perlatus